# Астерикс (парк)
Парк Астерикс (на френски: Parc Astérix) е тематичен атракционен парк по комиксовия герой Астерикс.
Разположен е на 35 км северно от Париж и е открит през 1989 г. Това е третият по посещение увеселителен парк във Франция с около 1,8 млн.; души годишно, като отстъпва само на „Дисниленд“ и „Фютюроскоп“. Средният му оборот е около 65 млн. евро годишно.
В Парк Астерикс.Въз основа на любимата си френска серия комикси, този парк има страст за разпространяване на историческото наследство на Франция, макар и с адреналин, зареден и леко измислен декор.Има 13 атракции, вдъхновени от Астерикс, специално насочени към деца, 20 за семейства и седем адреналинови джаджи за най-безстрашните съблазнявания.